# Itaperuna Esporte Clube
L'Itaperuna Esporte Clube, noto anche semplicemente come Itaperuna, è una società calcistica brasiliana con sede nella città di Itaperuna, nello stato di Rio de Janeiro.

## Storia
Il calcio arrivò a Itaperuna nel 1911, e poco dopo fu giocata la prima partita alla Fazenda Porto Alegre.
Nel 1915, fu fondato il Porto Alegre Futebol Club, adottando come colori sociali il nero, il bianco e il rosso. Nel 1943 fu fondato il Comércio e Indústria Atlético Clube nel 1948 l'Unidos Atlético Clube.
Nel 1985 il Porto Alegre vinse il Campionato Carioca di Terzo Livello e poi il Secondo Livello ottenendo il diritto a disputare il campionato di livello superiore.
Il 21 luglio 1989 fu fondato l'Itaperuna Esporte Clube dopo che le tre società sopracitate e i rispettivi stati si fusero. La nuova società adottò i colori sociali e prese acquisì il titolo sportivo del Porto Alegre.
La società disputò il Campionato Carioca di Primo Livello dal 1987 al 1989 come Porto Alegre e da questa data al 2001 come Itaperuna.
Nel 1999 l'Itaperuna vinse il suo titolo più importante, il Torneo Selettivo per il Campionato Carioca.
| Controllo di autorità | VIAF (EN) 7009153289965632770005 |